# Тернова (притока Кальміусу)
Тернова — річка в Україні у Кальміуському районі Донецької області. Права притока річки Кальміусу (басейн Азовського моря).

## Опис
Довжина річки приблизно 13 км, похил річки 10 м/км , площа басейну водозбіру 62,4 км² , найкоротша відстань між витоком і гирлом — 11,37  км, коефіцієнт звивистості річки — 1,14 . Формується декількома балками та загатами.

## Розташування
Бере початок у селі Кам'янка. Тече переважно на південний схід через село Новоселівку та через урочище Новоселівку і на північно-західній околиці села Миколаївки впадає у річку Кальміус.
Населені пункти вздовж берегової смуги: Мирне, Новоселівка Друга.

## Цікаві факти
- Від витоку річки на північно-східній стороні на відстані приблизно 1,25 км пролягає автошлях Т 0512[4] (автомобільний шлях територіального значення у Донецькій області. Пролягає територією Волноваського та Кальміуського районів через Волноваху — Андріївку — Мирне — Бойківське. Загальна довжина — 50,7 км.).
- У XX столітті навколо річки існувало багато водосховищ, декілька птахо,- свино,- та вівце-тваринних ферм, а також багато газових свердловин[3].